# 7490 Babička
(7490) Babička, denumire internațională (7490) Babicka, este un asteroid din centura principală de asteroizi.

## Descriere
7490 Babička este un asteroid din centura principală de asteroizi. A fost descoperit pe 31 iulie 1995 la Observatorul din Ondřejov de Petr Pravec. Asteroidul prezintă o orbită caracterizată de o semiaxă mare de 2,23 ua, o excentricitate de 0,10 și o înclinație de 1,9° în raport cu ecliptica.